# Triptyque des Monts et Châteaux
Das Triptyque des Monts et Châteaux (deutsch: „Triptychon der Berge und Schlösser“) war ein belgisches Straßenradrennen.
Das Etappenrennen wurde seit 1996 ausgetragen und war zunächst der Klasse U23 vorbehalten. Erster Sieger in der Gesamtwertung wurde der Niederländer Davy Dubbeldam. Seit 2005 gehörte das Rennen zur UCI Europe Tour und war in die Kategorie 2.2 eingestuft.
Rekordsieger sind die Belgier Sébastien Rosseler und Jasper Philipsen mit zwei Erfolgen.

## Siegerliste
| Jahr | Sieger               | Zweiter                         | Dritter                  |
| ---- | -------------------- | ------------------------------- | ------------------------ |
| 1996 | Davy Dubbeldam       | Danny Van der Massen            | Edward Farenhout         |
| 1997 | Michel Vermote       | Christophe Coppieters           | Guy Van Broekhoven       |
| 1998 | Marcel Duijn         | Geoffrey Demeyere               | Jehudi Schoonacker       |
| 1999 | Mathew Hayman        | Marc Goetschalckx               | Stephan Schreck          |
| 2000 | Stijn Devolder       | Erwin Van Der Auwera            | Vincent van der Kooij    |
| 2001 | Andrei Kaschetschkin | Kevin De Weert                  | Sébastien Rosseler       |
| 2002 | Sébastien Rosseler   | Michail Wiktorowitsch Timoschin | Johan Vansummeren        |
| 2003 | Sébastien Rosseler   | Jurgen Van Den Broeck           | Niels Scheuneman         |
| 2004 | Thomas Dekker        | Bastiaan Giling                 | Rory Sutherland          |
| 2005 | Marc de Maar         | Heath Blackgrove                | Benoît Sinner            |
| 2006 | Lars Boom            | Dmitri Kosontschuk              | Huub Duyn                |
| 2007 | Tom Leezer           | Martijn Maaskant                | Kevyn Ista               |
| 2008 | Thomas De Gendt      | Jan Bakelants                   | Sven Van Den Houte       |
| 2009 | Kris Boeckmans       | Romain Zingle                   | Jan Ghyselinck           |
| 2010 | Jetse Bol            | Taylor Phinney                  | Wilco Kelderman          |
| 2011 | Tom Dumoulin         | Jonathan Dufrasne               | Vegard Stake Laengen     |
| 2012 | Bob Jungels          | Ivar Slik                       | Marc Goos                |
| 2013 | Fábio Silvestre      | Lawson Craddock                 | Jeroen Lepla             |
| 2014 | Owain Doull          | Tiesj Benoot                    | Alex Kirsch              |
| 2015 | Lilian Calmejane     | Owain Doull                     | Maxime Farazijn          |
| 2016 | Mads Würtz Schmidt   | Jonathan Dibben                 | Maximilian Schachmann    |
| 2017 | Jasper Philipsen     | Eddie Dunbar                    | Neilson Powless          |
| 2018 | Jasper Philipsen     | Stan Dewulf                     | Will Barta               |
| 2019 | Mikkel Bjerg         | Ian Garrison                    | Thomas Pidcock           |
| 2022 | Enzo Paleni          | Per Strand Hagenes              | Stian Edvardsen-Fredheim |